# طارق عبدو
طارق عبدو (2 فبراير 1989 -)، ممثل سوري من مواليد دمشق، وهو خريج المعهد العالي للفنون المسرحية (دمشق) بدمشق بعرض الكوميديا السوداء إخراج بسام كوسا 2013.

## أعماله

### في السينما
حرائق البنفسج إخراج محمد عبد العزيز
مسافرو الحرب إخراج جود سعيد
دمشق حلب إخراج باسل الخطيب
يقظة إخراج عمرو علي

### في التلفزيون
مسلسل حدث في دمشق إخراج باسل الخطيب (2013)
مسلسل تحت سماء الوطن إخراج نجدت انزور (2013)
مسلسل طوق البنات إخراج محمد رجب (2014)
مسلسل بواب الريح إخراج المثنى صبح (2014)
مسلسل خواتم إخراج ناجي طعمي (2014)
مسلسل شهر زمان إخراج زهير قنوع (2015)
مسلسل دامسكو إخراج سامي الجنادي (2015)
مسلسل عابرو الضباب إخراج يزن أبو حمدة (2016)
مسلسل الامام إخراج عبد الباري أبو الخير (2017)
مسلسل ازمة عائلية إخراج هشام شربتجي (2017)
مسلسل سلاسل ذهب إخراج إياد نحاس (2019)
مسلسل شوارع الشام العتيقة إخراج غزوان قهوجي (2019)
مسلسل ناس من ورق إخراج الليث حجو (2019)

## الجوائز
حاز على جائزة أفضل ممثل صاعد في عام 2014